# الطاقة في ليتوانيا
إن ليتوانيا مستورد صافي للطاقة. 

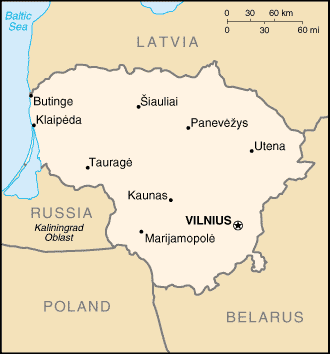
موقع ليتوانيا

بلغ استخدام الطاقة الأولية في ليتوانيا 98 تيراواط ساعي أو 29 تيراواط ساعي لكل مليون نسمة عام 2009.
ترتكز إستراتيجية الطاقة الأساسية التي تتبعها ليتوانيا على التنويع الممنهج لواردات الطاقة. حددت إستراتيجية استقلال الطاقة الوطنية التي وضعها البرلمان الليتواني (السايموس) سنة 2012 الأهداف المرجو بلوغها على المدى الطويل. تبلغ التكلفة التقديرية لمجموع مبادرات استقلال الطاقة الاستراتيجية ما يتراوح من 6.3 إلى 7.8 مليار يورو، وستعمل على توفير ما يتراوح من 0.9 إلى 1.1 مليار يورو كل سنة. بدأت الشبكة الكهربائية التزامنية الخاصة بالدول البلطيقية عملها مع شبكة أوروبا القارية التزامنية عام 2018.

## لمحة عامة
| السنة | للفرد (بالمليون) | الطاقة الأولية (بالتيراواط الساعي) | الإنتاج (بالتيراواط الساعي) | الاستيراد (بالتيراواط الساعي) | الكهرباء (بالتيراواط الساعي) | انبعاثات ثنائي أكسيد الكربون (بالطن المتري) |
| --- | ---------------- | ---------------------------------- | --------------------------- | ----------------------------- | ---------------------------- | ------------------------------------------- |
| 2004 | 3.44             | 106.5                              | 60.6                        | 49.1                          | 10.8                         | 12.7                                        |
| 2007 | 3.38             | 107.6                              | 44.2                        | 66.6                          | 11.5                         | 14.4                                        |
| 2008 | 3.36             | 106.8                              | 44.8                        | 62.2                          | 12.0                         | 14.2                                        |
| 2009 | 3.34             | 97.6                               | 49.0                        | 48.6                          | 11.5                         | 12.4                                        |
| 2012 | 3.20             | 84.8                               | 17.8                        | 69.1                          | 10.7                         | 13.2                                        |
| 2012R | 2.99             | 85.8                               | 18.1                        | 68.7                          | 10.8                         | 13.3                                        |
| 2013 | 2.96             | 81.1                               | 19.1                        | 63.3                          | 10.8                         | 10.7                                        |
| التغير 2004-09 | -2.9%            | -8.4%                              | -19.2%                      | -0.9%                         | 6.0%                         | -2.3%                                       |
| 1 مليون طن نفط مكافئ تساوي 11.63 تيراواط ساعي تشتمل الطاقة الأولية على الطاقة المفقودة 2012R = جرى تغيير معيار حساب ثنائي أكسيد الكربون وتحديث الأرقام |                  |                                    |                             |                               |                              |                                             |

## الغاز الطبيعي

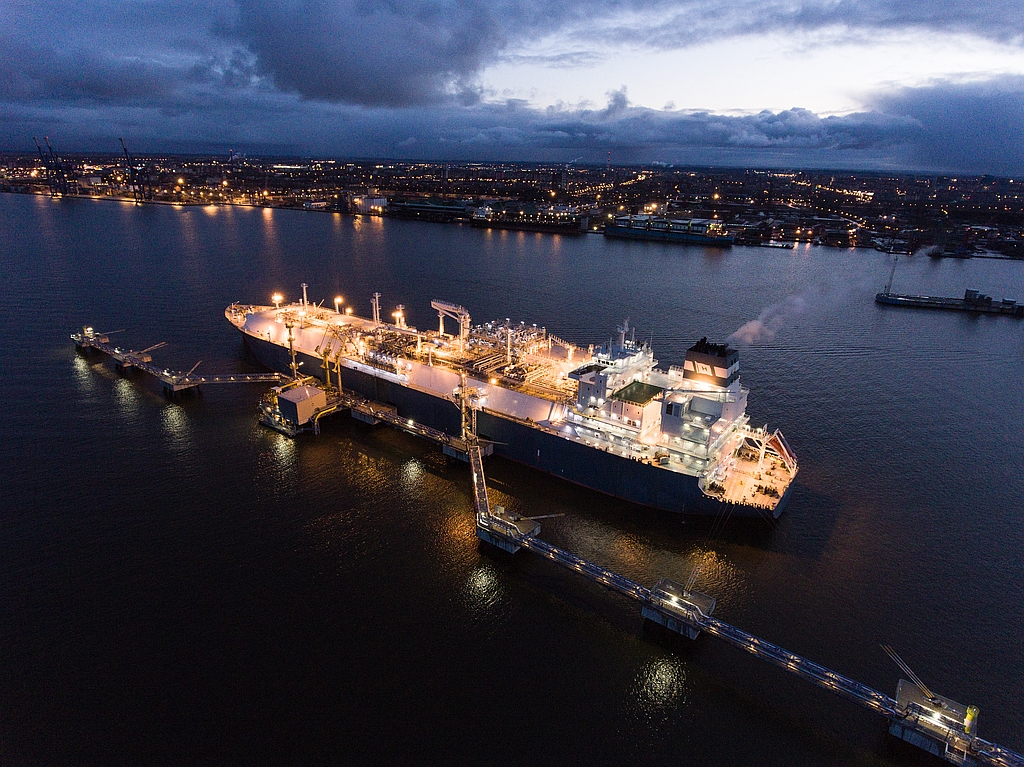
ناقلة «إف إس آر يو إندبندنس» (FSRU Independence) المخصصة لنقل الغاز الطبيعي المسال في ميناء كلايبيدا

بني في ميناء كلايبيدا عام 2014 أول حاوية كبيرة لاستيراد الغاز الطبيعي المسال (كلايبيدا «إف إس آر يو إندبندنس») في بحر البلطيق لكسر احتكار شركة غازبروم على سوق الغاز الطبيعي في ليتوانيا. وأطلق عليها اسم «إندبندنس» والتي تعني «استقلال» بالإنجليزية للتأكيد على هدفها الكامن في تنويع سوق الطاقة في ليتوانيا. وتعمل شركة إكوينور النرويجية على تزويدها بـ540 مليون متر مكعب من الغاز الطبيعي سنوياً خلال الفترة الممتدة من عام 2015 حتى عام 2020. استطاعت الحاوية تلبية احتياجات البلاد مئة بالمئة وستعمل على تلبية الاحتياجات الوطنية للشقيقتين البلطيقيتين لاتفيا وإستونيا بنسبة 90 بالمئة في المستقبل.
خط ترابط الغاز بين ليتوانيا وبولندا (GIPL) هو خط لنقل الغاز الطبيعي بين ليتوانيا وبولندا يُتوقع الانتهاء منه في المستقبل.
تعد شركة «Lietuvos Dujos» من شركات الغاز الطبيعي البارزة في البلاد.

## الكهرباء
تستورد ليتوانيا 70% من طاقتها وتأتي معظم هذه الواردات من السويد. يعد متوسط سعر الكهرباء في ليتوانيا من الأكثر ارتفاعاً على مستوى بلدان الاتحاد الأوروبي. اُفتتح في عام 2015 كل من خط «NordBalt» الواصل بين السويد وليتوانيا بسعة 700 ميغاواط لنقل الطاقة تحت المياه، بالإضافة إلى خط «LitPol Link» بسعة 500 ميغاواط الواصل بين بولندا وليتوانيا.

## الطاقة المتجددة

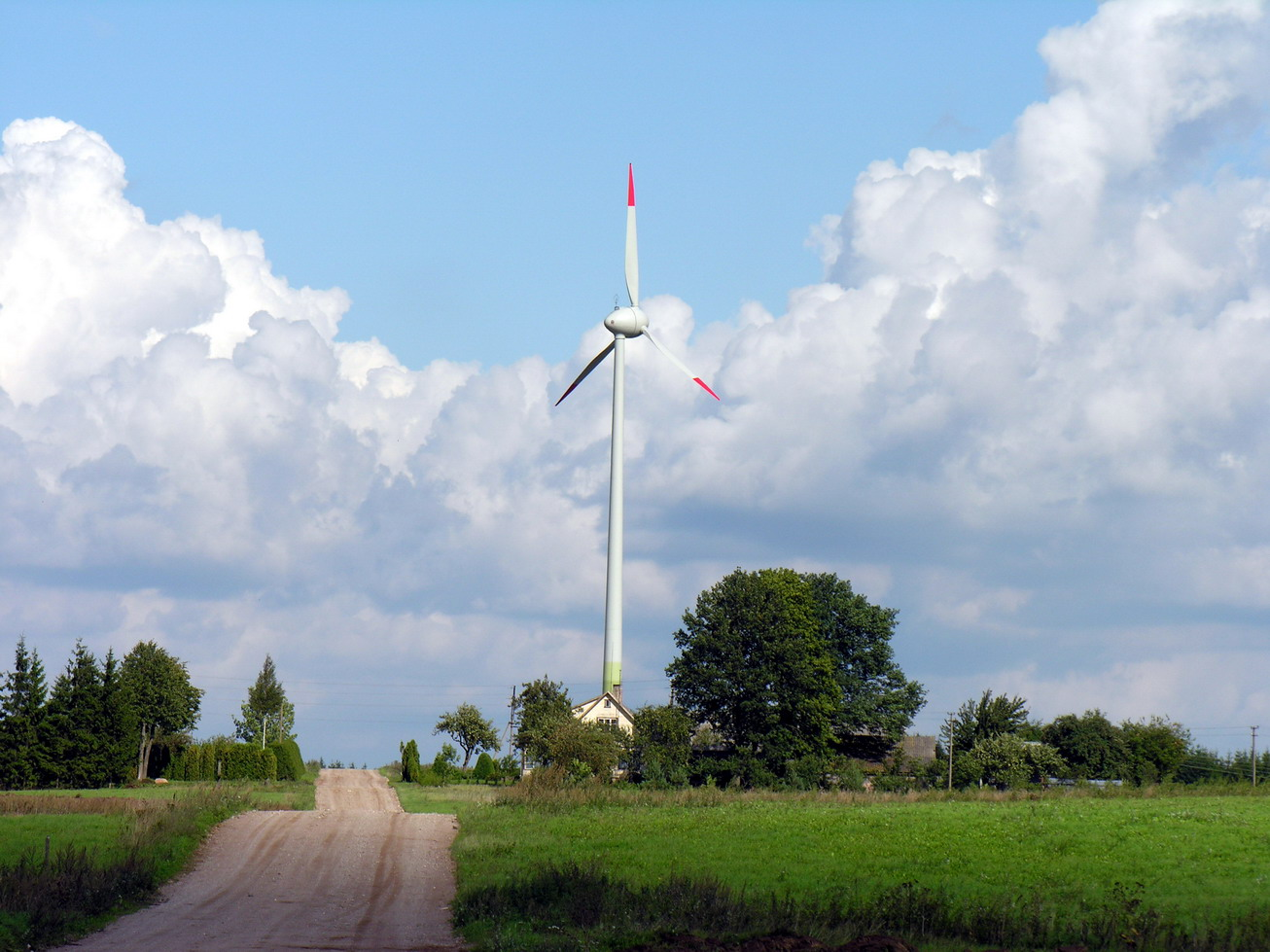
عنفة رياح في ليتوانيا

شكَّلت الطاقة المتجددة في ليتوانيا عام 2016 نسبة 27.9% من المجموع الكلي لإنتاج الطاقة الكهربائية. كانت الحكومة الليتوانية في السابق قد وضعت هدف الوصول إلى إنتاج 23% من مجموع الطاقة في البلاد من موارد الطاقة المتجددة بحلول عام 2020، بيد أن ليتوانيا استطاعت بلوغ هذا الهدف عام 2014 (بنسبة 23.9%).
بلغت السعة المثبَّتة الهوائية 178 ميغاواط في عام 2016، وبلغ متوسط استهلاك الطاقة 1.1 غيغاواط، وهو ما يجعل ليتوانيا الدولة العضو في الاتحاد الأوروبي ذات أعلى مستوى من السعة المثبَّتة الهوائية بالنسبة لاستهلاكها للطاقة (بنسبة 16%).
تهدف محطة كرونس للتخزين الضخي (KPSP) إلى توفير احتياطي دوَّار لمنظومة الطاقة ولتنظيم منحنى تحميل منظومة الطاقة على مدار 24 ساعة يومياً. وتبلغ السعة المثبَّتة لمحطة التخزين الضخي 900 ميغاواط (أربعة وحدات سعة كل واحدة منها 225 ميغاواط). وتوفر محطة كاوناس الكهرومائية للطاقة حوالي 3% من الطلب على الكهرباء في ليتوانيا.